# Університет Гульєльмо Марконі
Університет Гульєльмо Марконі (італ. Università degli Studi Guglielmo Marconi) — недержавний університет, надає як стаціонарну так і заочну освіту, розташований в Римі, Італія.
Університет був заснований 2004 року. 2013 року Університет налічував більше 15 603 студентів. Університет має дві філії в Римі та 10 в інших містах Італії.

## Структура
- Педагогічний факультет
- Факультет політології
- Факультет економіки
- Факультет права